# Dysdera
Dysdera este un gen de păianjeni din familia Dysderidae.

## Specii[1]
- Dysdera aciculata
- Dysdera aculeata
- Dysdera adriatica
- Dysdera affinis
- Dysdera afghana
- Dysdera alegranzaensis
- Dysdera alentejana
- Dysdera ambulotenta
- Dysdera anatoliae
- Dysdera ancora
- Dysdera andamanae
- Dysdera andreini
- Dysdera anonyma
- Dysdera apenninica
- Dysdera arabiafelix
- Dysdera arabica
- Dysdera arabisenen
- Dysdera argaeica
- Dysdera arganoi
- Dysdera armenica
- Dysdera arnoldii
- Dysdera asiatica
- Dysdera atlantea
- Dysdera atlantica
- Dysdera aurgitana
- Dysdera azerbajdzhanica
- Dysdera baetica
- Dysdera bandamae
- Dysdera baratellii
- Dysdera beieri
- Dysdera bellimundi
- Dysdera bernardi
- Dysdera bicolor
- Dysdera bicornis
- Dysdera bidentata
- Dysdera bogatschevi
- Dysdera borealicaucasica
- Dysdera bottazziae
- Dysdera breviseta
- Dysdera brevispina
- Dysdera brignoliana
- Dysdera brignolii
- Dysdera caeca
- Dysdera calderensis
- Dysdera castillonensis
- Dysdera centroitalica
- Dysdera cephalonica
- Dysdera charitonowi
- Dysdera chioensis
- Dysdera circularis
- Dysdera coiffaiti
- Dysdera collucata
- Dysdera concinna
- Dysdera corfuensis
- Dysdera cornipes
- Dysdera cribellata
- Dysdera cribrata
- Dysdera cristata
- Dysdera crocata
- Dysdera crocolita
- Dysdera curviseta
- Dysdera cylindrica
- Dysdera daghestanica
- Dysdera dentichelis
- Dysdera deserticola
- Dysdera diversa
- Dysdera drescoi
- Dysdera dubrovninnii
- Dysdera dunini
- Dysdera dysderoides
- Dysdera edumifera
- Dysdera enghoffi
- Dysdera enguriensis
- Dysdera erythrina
- Dysdera espanoli
- Dysdera esquiveli
- Dysdera falciformis
- Dysdera fedtschenkoi
- Dysdera ferghanica
- Dysdera festai
- Dysdera flagellata
- Dysdera flagellifera
- Dysdera flavitarsis
- Dysdera fragaria
- Dysdera fuscipes
- Dysdera fustigans
- Dysdera gamarrae
- Dysdera gemina
- Dysdera ghilarovi
- Dysdera gibbifera
- Dysdera gigas
- Dysdera gmelini
- Dysdera gollumi
- Dysdera gomerensis
- Dysdera granulata
- Dysdera gruberi
- Dysdera guayota
- Dysdera halkidikii
- Dysdera hamifera
- Dysdera hamulata
- Dysdera hattusas
- Dysdera helenae
- Dysdera hernandezi
- Dysdera hiemalis
- Dysdera hirguan
- Dysdera hirsti
- Dysdera hungarica
- Dysdera iguanensis
- Dysdera imeretiensis
- Dysdera incertissima
- Dysdera incognita
- Dysdera inermis
- Dysdera inopinata
- Dysdera insulana
- Dysdera karabachica
- Dysdera kollari
- Dysdera kronebergi
- Dysdera kugitangica
- Dysdera kulczynskii
- Dysdera kusnetsovi
- Dysdera labradaensis
- Dysdera lagrecai
- Dysdera lancerotensis
- Dysdera lata
- Dysdera laterispina
- Dysdera leprieuri
- Dysdera levipes
- Dysdera ligustica
- Dysdera limitanea
- Dysdera limnos
- Dysdera liostetha
- Dysdera littoralis
- Dysdera longa
- Dysdera longibulbis
- Dysdera longimandibularis
- Dysdera longirostris
- Dysdera lubrica
- Dysdera lucidipes
- Dysdera lusitanica
- Dysdera machadoi
- Dysdera macra
- Dysdera magna
- Dysdera maronita
- Dysdera martensi
- Dysdera mauritanica
- Dysdera mazini
- Dysdera meschetiensis
- Dysdera minuta
- Dysdera minutissima
- Dysdera mixta
- Dysdera montanetensis
- Dysdera monterossoi
- Dysdera mordax
- Dysdera mucronata
- Dysdera murphiorum
- Dysdera nenilini
- Dysdera neocretica
- Dysdera nesiotes
- Dysdera nicaeensis
- Dysdera ninnii
- Dysdera nomada
- Dysdera nubila
- Dysdera orahan
- Dysdera ortunoi
- Dysdera osellai
- Dysdera paganettii
- Dysdera pamirica
- Dysdera pandazisi
- Dysdera paucispinosa
- Dysdera pavani
- Dysdera pectinata
- Dysdera pharaonis
- Dysdera pococki
- Dysdera pominii
- Dysdera portisancti
- Dysdera praepostera
- Dysdera presai
- Dysdera pretneri
- Dysdera pristiphora
- Dysdera punctata
- Dysdera punctocretica
- Dysdera raddei
- Dysdera ramblae
- Dysdera ratonensis
- Dysdera ravida
- Dysdera richteri
- Dysdera roemeri
- Dysdera romantica
- Dysdera rostrata
- Dysdera rubus
- Dysdera rudis
- Dysdera rugichelis
- Dysdera rullii
- Dysdera sanborondon
- Dysdera satunini
- Dysdera scabricula
- Dysdera sciakyi
- Dysdera seclusa
- Dysdera sefrensis
- Dysdera sibyllinica
- Dysdera silana
- Dysdera silvatica
- Dysdera simoni
- Dysdera snassenica
- Dysdera soleata
- Dysdera solers
- Dysdera spasskyi
- Dysdera spinicrus
- Dysdera spinidorsa
- Dysdera subcylindrica
- Dysdera subnubila
- Dysdera subsquarrosa
- Dysdera sultani
- Dysdera sutoria
- Dysdera tartarica
- Dysdera taurica
- Dysdera tbilisiensis
- Dysdera tenuistyla
- Dysdera tilosensis
- Dysdera tystshenkoi
- Dysdera ukrainensis
- Dysdera unguimmanis
- Dysdera valentina
- Dysdera vandeli
- Dysdera veigai
- Dysdera ventricosa
- Dysdera vermicularis
- Dysdera verneaui
- Dysdera werneri
- Dysdera vesiculifera
- Dysdera westringi
- Dysdera vignai
- Dysdera vivesi
- Dysdera volcania
- Dysdera yguanirae
- Dysdera yozgat
- Dysdera zarudnyi